# 深美みりあ
深美 みりあ（ふかみ みりあ、1994年2月14日 - ）は、日本のAV女優。LINX所属。

## 略歴・人物
2022年7月にAVデビュー。
VENUS作品には「田村栞里（たむら しおり）」として出演している。
東京都出身。趣味は料理・キックボクシング、特技は歌・韓国語。

## 作品

### アダルトDVD
- 本物 素人妻 AV Debut!! 秘書検定一級のエレガントワイフが本気の膣イキセックスを求め人生初の不貞姦通（7月12日、VENUS）※「田村栞里」名義
- 素人美女ナンパ GET!! No.231 美女が野獣 セクシャル・アンド・ザ・シティ編（8月2日、桃太郎映像出版）
- 旦那直送貸し出し 言いなり中出しドM妻（8月2日、パコパコ団とゆかいな仲間たち）※Blu-ray Disc版 同時発売
- 突然押しかけてきた嫁の姉さんに抜かれっぱなしの1泊2日（8月9日、VENUS）※「田村栞里」名義
- 【シロウト人妻】 旦那が抱いてくれないのでAV撮影お願いします…。（8月16日、チキチキカマー）
- 人妻Resort みりあ31歳 結婚5年目、子供なし（8月23日、ゴーゴーズブラック）※特典DISC同梱版も同時発売
- 「童貞くんのオナニーのお手伝いしてくれませんか…」 海水浴場で声を掛けた心優しい水着美女がマジックミラー号で童貞くんを赤面筆おろし!  2022夏 シリーズ最多6名収録の特別版（9月8日、SODクリエイト）
- 若い継母と傲慢親父と息子達の爛れた肉欲（9月8日、ヒビノ）
- 生交尾通訳士フェラ妻 美織編（9月11日、ジュエル）※「二階堂美織」名義
- 現代肉欲劇場 女(おんな) セックスの天国と地獄（11月8日、FAプロ）

- ひとづまハメ撮り サーキュレーション 13（1月27日、KANBi）

### ネット配信
- 【興奮するとぷっくり勃つ美乳】「後悔はしたくない」20代の内にやっておきたいことをやるとAV出演を決める。笑顔を絶やさない、天性の男を悦ばせるセンスの持ち主。 ネットでAV応募→AV体験撮影 1887（7月31日、シロウトTV）
- No.1253　深美 舞子（7月28日、舞ワイフ）※「深美舞子」名義
- 【愛情より新鮮なち●こを求めて】旦那のSEXに飽きてAV応募!!気分転換で他の男とヤリまくってた美尻美クビレ人妻が久しぶりの他人棒でイキ乱れる!! @埼玉県川口市 新井宿駅（9月15日、KANBi）
- No.1271　深美 舞子 蒼い再会（10月4日、舞ワイフ）※「深美舞子」名義
- マジ軟派、初撮。 1859 上品で仕事熱心な秘書、仕事帰りにイケメンナンパと飲んですっかりオンナに!持ち帰られてイチャラブSEX!白くてもっちりした柔肌ボディが魅力的!敏感マ●コからはジョバジョバと潮吹きまで!!（11月1日、ナンパTV）
- みりあFカップ(28)公園で出会ったエロむちカメラ女子（11月24日、こりゃヌケる!）
- みりあ（12月1日、午後の人妻）
- 【キメ◎ク姦】インカレフットサルリーグ合同合宿／S女子大2年サークル部員3名がローリング絶叫イキ①（12月3日、K.Ui）
- 【キメ◎ク姦】インカレフットサルリーグ合同合宿／S女子大2年サークル部員3名がローリング絶叫イキ②（12月11日、K.Ui）

- 【キメ◎ク姦】インカレフットサルリーグ合同合宿／S女子大2年サークル部員3名がローリング絶叫イキ③（12月3日、K.Ui）